# 豊能町立東ときわ台小学校
豊能町立東ときわ台小学校（とよのちょうりつひがしときわだいしょうがっこう）は、大阪府豊能郡豊能町にある公立小学校。

## 概要
新興住宅地として開発された地域の南部に位置している。豊能町立光風台小学校の児童数増加により、従来の同校の校区を分離する形で1982年に開校した。

## 沿革
- 1982年4月1日 - 光風台小学校から分離し、開校。

## 著名な出身者
- 関本昌平

## 交通
- 阪急バス豊能西線「小学校前」バス停から、徒歩約140m・約数分。
- 能勢電鉄妙見線ときわ台駅から、徒歩約1.8km・約30分。